# Острова Кайман на летних Олимпийских играх 1984
Каймановы Острова принимали участие в Летних Олимпийских играх 1984 года в Лос-Анджелесе (США) во второй раз за свою историю, пропустив Летние Олимпийские игры 1980 года, но не завоевали ни одной медали. Сборную страны представляли 8 участников, из которых 1 женщина.